# Charlie de Rycke
Charlie de Rycke (* 10. April 1987 in Gent) ist eine ehemalige belgische Squashspielerin.

## Karriere
Charlie de Rycke spielte von 2004 bis 2006 auf der WSA World Tour und erreichte auf dieser in dieser Zeit einmal ein Finale. Ihre höchste Platzierung in der Weltrangliste erreichte sie mit Rang 41 im April 2005. Mit der belgischen Nationalmannschaft nahm sie 2004 an der Weltmeisterschaft teil. Zudem gehörte sie mehrere Male zum belgischen Kader bei Europameisterschaften. 2004 und 2005 wurde sie Europameisterin bei den Juniorinnen, sowie in den Jahren 2005 und 2006 belgische Meisterin.

## Erfolge
- Belgischer Meister: 2005, 2006